# Alfonso Tamay
Alfonso Arístides Tamay Sánchez o Alfonso Tamay (n. 13 de mayo de 1993, Cancún, Quintana Roo, México) es un futbolista mexicano que juega como mediocampista en el Tepatitlán F.C. de la Liga de Expansión MX.

## Trayectoria
Formado en las fuerzas básicas de Tigres de la UANL, fue cedido en 2013 a Correcaminos de la UAT de la Liga de Ascenso de México; luego lo cedieron al Puebla FC y se dio finalmente su debut en Primera División en el Partido de Pumas UNAM vs Puebla FC de la Jornada 1 del Clausura 2014, entrando en el segundo tiempo por Iván Bella.

## Clubes
| Club                       | País                | Año           | Partidos | Goles | Media |
| -------------------------- | ------------------- | ------------- | -------- | ----- | ----- |
| Tigres de la UANL          | México              | 2011-2012     | 0        | 0     | 0     |
| Correcaminos de la UAT     | México              | 2013          | 6        | 1     | 0.17  |
| Puebla FC                  | México              | 2014-2015     | 36       | 4     | 0.11  |
| Cafetaleros de Tapachula   | México              | 2016          | 8        | 2     | 0.25  |
| Tampico Madero Fútbol Club | México              | 2016          | 12       | 0     | 0     |
| Alebrijes de Oaxaca        | México              | 2017          | 22       | 6     | 0.27  |
| Lobos BUAP                 | México              | 2017-2018     | 10       | 0     | 0     |
| Cafetaleros de Tapachula   | México              | 2018          | 11       | 1     | 0.09  |
| Venados FC                 | México              | 2019-2020     | 10       | 1     | 0.1   |
| Atlético Morelia           | México              | 2020          | 15       | 3     | 0.20  |
| Atlante                    | México              | 2021-22       | 31       | 2     | 0.06  |
| Alebrijes                  | México              | 2022-presente | 17       | 4     | 0.24  |
| Total en su carrera        | Total en su carrera | 2013-presente | 178      | 23    | 0.13  |

## Palmarés

### Títulos nacionales
| Título               | Club   | País   | Año  |
| -------------------- | ------ | ------ | ---- |
| Liga de Expansión MX | Cancún | México | 2023 |

- Datos: Q5667221